# نايجل كوكي
نايجل كوكي (بالإنجليزية: Nigel Cooke)‏ هو رسام بريطاني، ولد في 1973 في مانشستر في المملكة المتحدة.